# السخرية في الأدب الفلسطيني
السخرية في الأدب الفلسطينيّ أدب السخرية الفلسطينيّ هو أدب ساخر يُكتب نتيجة ظروف سياسيّة واجتماعيّة صعبة. وله أهداف عديدة، منها نقد الظروف المعيشيّة وتوعية القرّاء بخصوصها وتحفيزهم لتحسينها.

## نشوء أدب السخرية الفلسطينيّ
لا يوجد بداية محدّدة للأدب الفلسطينيّ الساخر، لكن يُعتبر الكاتب إميل حبيبي من روّاد هذا الأدب، وتُشكّل أعماله الروائيّة من أبرز الأعمال الفلسطينيّة الساخرة.
نشأ أدب السخرية (Satire) في الأدب الفلسطينيّ نتيجة الواقع المشوّه الّذي يعيشه الفلسطينيّون. إنّ السرد الفلسطينيّ منحاز للواقع الذي ولد وما زال يولد به. ويتحقّق هذا الانحياز بأدوات الكتابة الواقعيّة المباشرة وغير المباشرة. إنّ العلاقة بين الأدب والواقع تقوم على عمق المأساة ومدى التشوّه في الواقع. فلمّا تعمّقت المأساة بحث الكاتب الفلسطينيّ عن آليّات كتابيّة جديدة تتلاءم مع مستوى المأساة. يُعتبر السرد الفلسطينيّ نشاطًا يمارسه الفلسطينيّ لتأكيد روايته المهدّدة باستمرار. وهكذا برزت الأساليب الساخرة كأداة للتصدّي والمقاومة. أي أنّ الكتابة الساخرة ليست كتابة عبثيّة، بل هي كتابة مدروسة ومقصودة وذات أهداف عديدة. يعيش الفلسطينيّ وخصوصًا أبناء الداخل المحتلّ واقعًا مركّبًا، إذ يُعتبر الفلسطينيّون في إسرائيل أقلّيّةً، حوّلتهم الأحداث إلى فئة تعاني من ثنائيّةٍ مُركّبة، جعلتهم يناضلون على أكثر من جهة. من هُنا برزت السخرية كوسيلة مقاومة للمحو وتثبيت للهويّة.

## كتّاب السخرية الفلسطينيّون
يُعتبر إميل حبيبي رائد أدب السخرية الفلسطينيّ، ويتجلّى هذا في أعماله الروائيّة سداسيّة الأيّام الستّة، والوقائع الغريبة في اختفاء سعيد أبي النحس المتشائل، ولكع بن لكع. وفي القصّ، برز توفيق زياد (1929-1994)، ومحمود شقير (1941-)، إضافة لمحمّد علي طه (1941-) وسهيل كيوان (1956-). أمّا شعرًا، فتجلّت الساتيرا في أعمال إبراهيم طوقان (1905-1941)، ومحمود درويش (1941-2008)، وراشد حسين (1936-1977) وسميح القاسم (1939-2014).

## دراسات عن السخرية في الأدب الفلسطينيّ
قد حظيت السخرية في الأدب الفلسطينيّ ببعض الدراسات الهامّة والدقيقة، من أبرزها دراسة ياسين فاعور بعنوان السخرية في أدب إميل حبيبي (1993)، وكتاب الواقع والتخييل: عالم محمّد علي طه الأدبي (2019) للباحث رياض كامل، فضلًا على دراسات الباحث إبراهيم طه، والباحث سمير الحاج، والباحث فيّاض هيبي. والأبحاث الأكاديميّة الجادّة في هذا المجال قلّة، منها بحث الدكتوراه لسماح خوري بعنوان "التشويه في القصّة القصيرة جدًّا الفلسطينيّة".

## أمثلة من الأدب الفلسطينيّ الساخر
- في رواية مقتل الثائر الأخير للكاتب سهيل كيوان (1956-) يُقتل الحمار أبو صابر، فيقوم رئيس "جمهوريّة فوقا" بإرسال رسالة إلى "جمهوريّة تحتى" تعزيةً بوفاته: "... نشارككم في مصابكم الجلل، ونعزّيكم بمصرع أخينا أبي صابر الحبيب ...".[6]
- في قصّة حياتنا الحلوة كمسلسل تُعلّق صحفيّة إسرائيليّة على متابعة وشدّة تعلّق العرب بمسلسل تركيّ، فتقول: "إنّ حظر تجوّل يحدث ساعة عرض المسلسل في العواصم والمدن العربيّة، وإنّ حوادث الطرق على شوارع العرب اختفت في تلك الساعة بالذات".[7]
- قصّة وليمة، للكاتبة أحلام بشارات من جنين:

"كان الطعام نيئًا والأطفال والرجل والمرأة يتحلّقون حوله. سقط الصاروخ فوقه تمامًا فنضجوا جميعًا."
- نصّ وجه ونصف، للكاتبة الفلسطينيّة شيخة حليوى:[9]

"وجه ونصف
امرأة عجوز في المستشفى سال نصف وجهها وعينها.
كأنّها أفلتت من لوحة متأخرة لبيكاسو. تمرّ عنها كما تمرّ عن الموظّفة الكسولة والباب المشرع والبوّاب.
من يذكر ملامح بواب المستشفى؟
ابنتها بجوارها ما تنفكّ تثرثر وتضحك. تقول لشخص في الجانب الآخر من الكلام: كل شيء
على ما يرام ... لا تقلق.
يسيل الوجه كلّه. ولا أحد يلتقطه.
من يلتقط وجهًا يسيل؟"
- مقطع من قصيدة مزامير للشاعر الفلسطينيّ محمود درويش:[10] إني أحتفل اليوم بمرور يوم على اليوم السابق وأحتفل غدا بمرور يومين على الأمس وذكرى اليوم القادم وهكذا… أواصل حياتي !. عندما سقطت عن ظهر حصاني الجامح وانكسرت ذراعي أوجعتني إصبعي التي جرحت قبل ألف سنة ! وعندما أحييت ذكرى الأربعين لمدينة عكا أجهشت في البكاء على غرناطة وعندما التف حبل المشنقة حول عنقي كرهت أعدائي كثيرا لأنهم سرقوا ربطة عنقي !”